# Monica Keena
Monica Keena (Brooklyn, Nueva York, 28 de mayo de 1979) es una actriz estadounidense.
Keena interpretó a Lori Campbell en Freddy vs. Jason (2003), y ha tenido papeles en las películas Brooklyn Rules (2007) y en el remake de 2009 de Night of the Demons. También ha trabajado en televisión, interpretando a Abby Morgan en Dawson's Creek, Rachel Lindquist en la comedia de corta duración Undeclared, y Kristen en Entourage de HBO.

## Biografía
Monica Keena nació en Brooklyn, Nueva York. Es hija de un financiero llamado Bill Keena y de una enfermera de nombre Mary. Tiene una hermana mayor llamada Samantha.
Monica Keena estudió Arte Dramático en LaGuardia High School y Lengua Inglesa en la Universidad de Nueva York, en donde comenzó a apasionarse por la escritura y la lectura, siendo William Faulkner y Franz Kafka sus escritores favoritos.
Su carrera como actriz se inició en el mundo del teatro y en producciones para televisión, apareciendo en episodios de series y protagonizando el telefilm Promise Kept: The Oksana Baiul Story (1994).
En 1995 debutó en el cine con la película Mientras dormías (1995), dirigida por Jon Turteltaub y protagonizada por Sandra Bullock y Bill Pullman. 
Un año después consiguió su primer papel protagonista con el drama Ripe, dirigido por Mo Ogrodnik. 
Con posterioridad apareció en películas como Pactar con el diablo (1997) de Taylor Hackford, o la comedia Strike! (1998), dirigida por Sarah Kernochan y coprotagonizada por Kirsten Dunst, Rachael Leigh Cook y Gaby Hoffman.
En el año 1998, se incorporó al reparto de la serie de televisión Dawson crece, abandonándola en 1999. 
En el 2001, compaginó sus apariciones cinematográficas con la participación en series de televisión como Undeclared o Entourage.
Entre sus últimos trabajos en el cine destaca su participación en la película de terror Freddy contra Jason (2003).

## Filmografía
- Mientras dormías (1995) de Jon Turteltaub
- Ripe (1996) de Mo Ogrodnik
- Snow White: A Tale of Terror (1997) de Michael Cohn
- Pactar con el diablo (1997) de Taylor Hackford
- Strike! (1998) de Sarah Kernochan
- A fate totally worse than death (2000) de John T. Kretchmer
- The Simian Line (2000) de Linda Yellen
- Crime + Punishment in Suburbia (2000) de Rob Schmidt
- Orange County (2002) de Jake Kasdan
- Freddy contra Jason (2003) de Ronny Yu
- El hombre de la casa (2005) de Stephen Herek
- Long distance (2005) de Marcus Stern
- Fifty Pills (2006) de Theo Avgerinos
- The Lather Effect (2006) de Sarah Kelly
- Left in Darkness (2006) de Steven R. Monroe
- Brooklyn Rules (2007) de Michael Corrente
- Loaded (2008) de Alan Pao
- Corporate Affairs (2008) de Dan Cohen
- The Narrows (2008) de Françoise Velle
- Fault Line (2009) de Luke Eberl
- Night of the Demons (2009) de Adam Gierasch
- Remnants (2011) de Peter Engert
- Manson Girls (2011) de Susanna Lo
- Karma (2011) de Kent Harper
- 40 Days and Nights (2012) de Peter Geiger